# Thopeutica diana
Thopeutica diana is een keversoort uit de familie van de loopkevers (Carabidae). De wetenschappelijke naam van de soort is voor het eerst geldig gepubliceerd in 1859 door James Livingston Thomson.